# Marxistische Gruppe
Die Marxistische Gruppe (MG) war eine kommunistische Organisation der Neuen Linken in der Bundesrepublik Deutschland. Die MG veröffentlichte u. a. das Magazin MSZ – Gegen die Kosten der Freiheit, die Marxistische Arbeiterzeitung (MAZ), verschiedene Hochschulzeitungen sowie die Buchreihen Resultate, Abweichende Meinungen und Kritik der bürgerlichen Wissenschaft. Im Hochschulbereich fiel die Gruppe durch gezielte Sprengung von angeblich konservativen Vorlesungen auf.
Das Programm der MG bestand in der Abschaffung des Privateigentums an Produktionsmitteln. Die soziale Marktwirtschaft sollte ersetzt werden durch eine Planwirtschaft.

## Geschichte
Hervorgegangen ist die MG aus der Arbeitskonferenz-Fraktion (AK) der so genannten Roten Zellen, die im Jahre 1968 in der Münchener Studentenbewegung entstanden sind und die längere Zeit den AStA der Ludwig-Maximilians-Universität beherrschte. Dessen 'Münchener Studentenzeitung' (MSZ) wurde zeitweise bayernweit herausgebracht. Eine Zusammenarbeit erfolgte mit der Marxistischen Gruppe Erlangen/Nürnberg, die den AStA an der dortigen Friedrich-Alexander-Universität beeinflusste, sich aber auch durch umfangreiche theoretische Ausarbeitungen auszeichnete. Gemeinsam übten beide Gruppen großen Einfluss in der Studentenschaft Bayerns aus. Der Aufbau der eigentlichen MG erfolgte in der zweiten Hälfte der 1970er Jahre. Vertreter der MG waren neben Herbert Ludwig Fertl die aus dem Münchener SDS hervorgegangenen Karl Held und Theo Ebel.
Die Organisation wurde vom Verfassungsschutz beobachtet. Politikwissenschaftler wie Armin Pfahl-Traughber, Patrick Moreau, Jürgen P. Lang, Andreas Schulze und Eckhard Jesse schätzen sie als linksextremistisch ein. Über die Zahl der Mitglieder gibt es keine gesicherten Angaben. Eine Beschlussvorlage im Vorstand des DGB gab 1985 „1.500 Mitglieder und eine weitaus größere Zahl von Kandidaten und Sympathisanten“ an. Mitglieder der MG – vor allem in Bayern – wurden auf Grundlage der vom Verfassungsschutz gesammelten Daten aus dem öffentlichen Dienst entlassen. In der Privatwirtschaft kam es ebenfalls zu Entlassungen, die vom Verfassungsschutz initiiert waren.
Am 20. Mai 1991 gab die MG ohne Vorankündigung ihre Selbstauflösung bekannt. Manchen Quellen zufolge handelte es sich um eine Scheinauflösung, um der Beobachtung durch die Sicherheitsbehörden zu entgehen. Demnach seien die organisatorischen Strukturen beibehalten worden. Die Buchläden der Organisation, das Publikationswesen (MSZ, MAZ, Hochschulzeitungen) sowie das Veranstaltungswesen (Teach-Ins, Sympathisanten-Plena) wurden liquidiert. 1992 veröffentlichten ehemalige MG-Aktivisten die erste Ausgabe der Zeitschrift GegenStandpunkt.

## Kommunistische Theorie der Marxistischen Gruppe

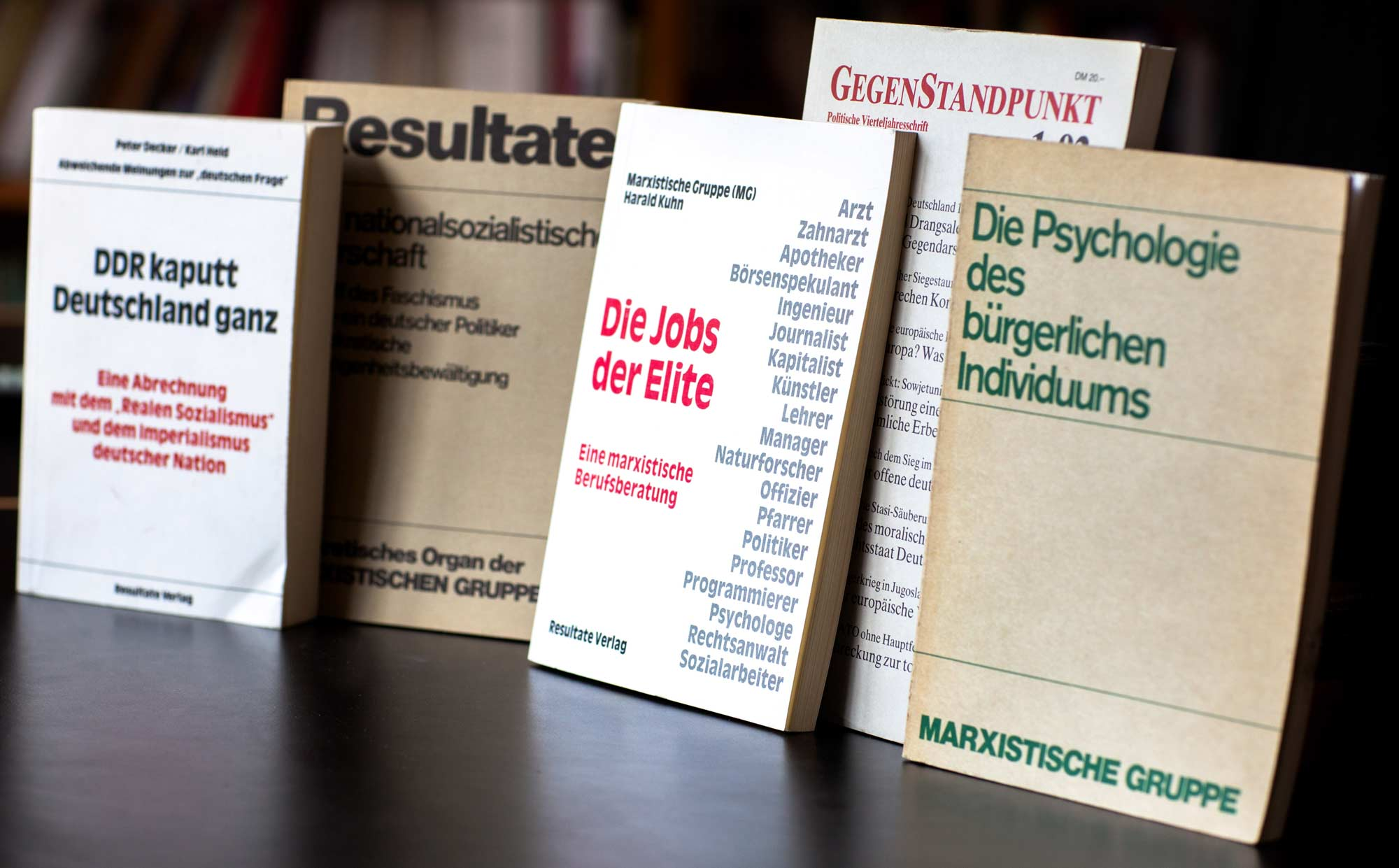
Publikationen der Marxistischen Gruppe

Die MG berief sich nie auf den Marxismus-Leninismus, sondern unterzog die von Lenin geprägte und durch die meisten Kommunistischen Parteien vertretene Interpretation der Theorie von Karl Marx einer scharfen Kritik. Sie ging dabei von der erst in den 1960er Jahren aufgekommenen neuen, auf einer hohen theoretischen Abstraktionsebene ansetzenden Diskussion über die begriffliche Logik des Marxschen Kapitals aus, wobei sie sich stark auf die für Marx stilbildende Wissenschaft der Logik von Hegel stützte.
Hiervon ausgehend verstand die MG die Erscheinungen der bürgerlichen Gesellschaft nicht als Ergebnis des Wirkens einzelner Kapitalisten oder Kapitalfraktionen, sondern sah in Kapitalisten wie Lohnarbeitern nur „Charaktermasken“ (Marx) eines in der bürgerlichen (auf allgemeiner Warenproduktion und dem Warencharakter der Arbeitskraft beruhenden) Gesellschaft strukturell invarianten Ausbeutungsverhältnisses zwischen Kapital und Lohnarbeit. Während beispielsweise die DKP mittels ihrer Theorie des Staatsmonopolistischen Kapitalismus ihre Kritik am bürgerlichen Staat in der Bundesrepublik Deutschland primär daran festmachte, dass das „Monopolkapital“ auf vielfältige Weise direkt Einfluss auf die Politik nehme und dadurch den an sich zumindest teilweise „fortschrittlich-demokratischen“ Charakter der im Grundgesetz formulierten staatlichen Verfasstheit hintertreibe und zerstöre, lehnte die MG solche Kritiken als „idealistisch“ ab, weil ihrer Analyse zufolge ein bürgerlicher Staat, ganz unabhängig vom Agieren der Einzelkapitale, prinzipiell nichts anderes ist als ein „ideeller Gesamtkapitalist“ (Friedrich Engels: Anti-Dühring, MEW 19.222), der zu keinem anderen Zweck existiere als zur Sicherung des Privateigentums an den Produktionsmitteln und der Garantie der Rahmenbedingungen der Kapitalverwertung mithilfe des staatlichen Gewaltmonopols. Die für das Umfeld der DKP typischen Appelle zur Bildung von Bündnissen gegen rechte und faschistische Tendenzen wies die MG entsprechend als „moralische Heuchelei“ zurück, welche der Demokratie lauter menschenfreundliche Zwecke unterstelle, die ihren tatsächlichen Daseinsgrund verfehlten – schließlich gehöre die Sortierung der Menschen in Brauchbare und Überflüssige ebenso wie die kriegerische Durchsetzung des Anspruchs auf Umwandlung sämtlicher Ressourcen in Objekte der Kapitalvermehrung zum ganz normalen demokratischen Geschäft, während der Faschismus das demokratische Ideal der sich für das Gelingen des Staatszwecks aufopfernden Volksgemeinschaft besonders konsequent verwirkliche. Der demokratische Pluralismus institutionalisiere den Verzicht der Bürger auf ihre Bedürfnisse und Interessen, in den unterschiedlichen Meinungen zur Staatspolitik führen sie einen von diesen Bedürfnissen völlig losgelösten Streit um die in verschiedenen Varianten (Parteien) vorliegenden Staatsinteressen. Auch die Gewerkschaften überzog die MG mit scharfer Polemik, da sie, indem sie für höhere Löhne kämpfen, nichts anderes zum Ausdruck brächten als das grundsätzliche Einverständnis der Lohnarbeiter mit der kapitalistischen Vernutzung ihrer Arbeitskraft.
Von Lenin übernahm die MG das Konzept der Kaderorganisation aus geschulten Berufsrevolutionären, sie lehnte jedoch seine Theorie des „Imperialismus als höchstes Stadium des Kapitalismus“, in dem dieser in den Zustand der „Fäulnis“ und des Niedergangs übergegangen sei, ab – denn der Kapitalismus sei nicht dafür zu kritisieren, dass er schlecht funktioniere, sondern dafür, dass er leider zu gut funktioniere. In dem auf Das Kapital, die Kritik der politischen Ökonomie konzentrierten Marx-Verständnis der MG spielten die geschichtsphilosophischen Einschläge im Denken von Marx und Engels, die der Marxismus-Leninismus zu einer Weltanschauung („dialektischer und historischer Materialismus“) ausgebaut hat, überhaupt keine Rolle. (vgl. die „Programmatische Erklärung“ der Vorgängerorganisation „Rote Zellen/AK“)
Die Zielvorstellungen der MG ließen sich in erster Linie indirekt aus ihrer Kritik an den Staaten des realen Sozialismus entnehmen. Diesen warf die MG den „Fehler“ vor, nicht konsequent Warenproduktion und Geld zugunsten einer geplanten Produktion von Gebrauchswerten überwunden, sondern den Widersinn einer Planung unter Zuhilfenahme von Ware-Geld-„Hebeln“ (ein in Ökonomielehrbüchern des sowjetischen Marxismus-Leninismus gängiger Terminus) erfunden zu haben; der Widerspruch zwischen Planung und Anerkennung von Ware-Geld-Beziehungen sei die Ursache der Ungereimtheiten und Funktionsstörungen der Ökonomien der „revisionistischen“ Länder.

## Agitatorische Praxis

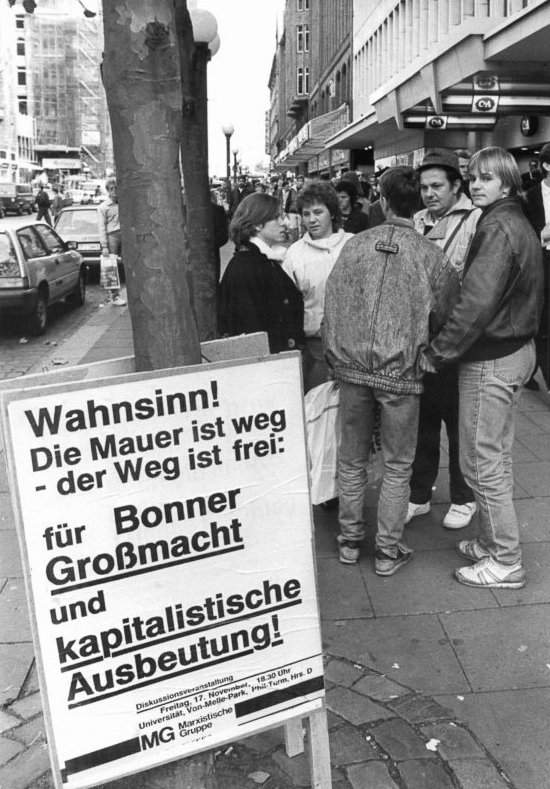
Plakat der Marxistischen Gruppe in Hamburg anlässlich der Maueröffnung, 12. November 1989

Zwar verteilte die MG Zeitungen und Flugschriften in großem Umfang auch vor Betriebstoren, aber ihr Schwerpunkt lag aus taktischen Erwägungen zunächst an den Hochschulen. Die Anwerbung neuer Mitglieder erfolgte über Teach-ins und Sympathisantenplena. Als Veranstalter traten, um Hörsäle nutzen zu dürfen, mitunter Organisationen mit Namen wie Verein zur Förderung der wissenschaftlichen und politischen Diskussion auf.
Mit ihren Positionen grenzte die MG sich fundamental von allen Bemühungen um „systemimmanente“ Verbesserung der Lebensverhältnisse ab: Sie wies die Auffassung zurück, über „Kämpfe für konkrete Interessen der arbeitenden Bevölkerung“ werde sich ein Bewusstsein der Notwendigkeit der Überwindung des Kapitalismus einstellen. Vielmehr kritisierte die MG in ihren Publikationen das „falsche Bewusstsein“ der Arbeiter in Bezug auf Staat und Lohnarbeit, da nur auf dessen Grundlage das Mitmachen der „Ausgebeuteten“ dauerhaft zu haben sei. Dies wurde durch andere Gruppen kritisiert.
Kritik der bürgerlichen Wissenschaft hatte für die MG einen zentralen Stellenwert. Anders als bei den K-Gruppen bestand diese Kritik nicht darin, mehr Diskussionen über Arbeiterthemen usw. einzufordern – es wurde nicht verlangt, die Wissenschaft auf „proletarische“ Themen „anzuwenden“, und es ging auch nicht um Propagierung einer alternativen „marxistischen Weltanschauung“ auf der Grundlage eines „Klassenstandpunkts“, sondern es sollte – mit sorgfältig vorbereiteten Beiträgen, die von der zunächst vorsichtigen kritischen Infragestellung der in der Lehrveranstaltung diskutierten Problemstellungen bis zur Diskreditierung des Dozenten und Sprengung des Seminars führen sollten – gezeigt werden, dass der gesamte bürgerliche Wissenschaftsbetrieb – von der Moralphilosophie über Literaturinterpretation bis zu sozialwissenschaftlichen Methodologien – gerade keinen wissenschaftlichen Begriff der Realität entwickle, sondern dazu diene, das konformistisch-pluralistische, „problembewusste“ und auf praktische Folgenlosigkeit verpflichtete Mitmachen im demokratischen Staat einzuüben.

## Publikationen

### ReiheAbweichende Meinungen
- Theo Ebel: Abweichende Meinungen zum Falkland-Krieg : ein Lehrstück über Kriegsgründe, Kriegsausbruch, Abschreckung, demokratische Kriegsbegeisterung, die Freiheit und ihren Schutz durch die NATO. Resultate-Verlag, München 1982, ISBN 978-3-922935-04-9.
- Karl Held: Abweichende Meinungen zu Polen. Resultate-Verlag, München 1982, ISBN 978-3-922935-03-2.
- Herbert L. Fertl: Abweichende Meinungen zu Israel : die politische Emanzipation der Juden durch eine Militärdemokratie mit imperialisischem Auftrag. Resultate-Verlag, München 1982, ISBN 978-3-922935-14-8.
- Karl Held, Theo Ebel: Der Westen will den Krieg : abweichende Meinungen zur "Nachrüstung"; 8 Beweise und ein Schluß. Resultate-Verlag, München 1983, ISBN 978-3-922935-16-2.
- Karl Held, Theo Ebel: Das "Modell Deutschland" macht mobil : abweichende Meinungen zur "Wende". Resultate-Verlag, München 1984, ISBN 978-3-922935-17-9.
- Peter Decker (Publizist), Karl Held (Publizist): DDR kaputt – Deutschland ganz : Eine Abrechnung mit dem „Realen Sozialismus“ und dem Imperialismus deutscher Nation. Neuauflage der Ausgabe 1989 im Resultate Verlag Auflage. Gegenstandpunkt-Verlag, München 2024, ISBN 978-3-96221-033-5.

### ReiheKritik der bürgerlichen Wissenschaft
- Karl Held, Marxistische Gruppe (Hrsg.): Münchner Politologie : die moderne deutsche. Staatslehre; der Sinn des Menschen ist sein Dienst am Staat; Voegelin, Maier, Laufer, Sontheimer, Lobkowicz, Kindermann, Noack u. a. Resultate, Gesellschaft für Druck und Verlag Wissenschaftlicher Literatur, München 1980.
- Karl Held, Marxistische Gruppe (Hrsg.): Münchner Germanistik : die Modernität einer konservativen Wissenschaft; Müller-Seidel, Kuhn, Frühwald, Kanzog, Scharfschwerdt, Titzmann. Resultate, Gesellschaft für Druck und Verlag Wissenschaftlicher Literatur, München 1980.
- Karl Held, Marxistische Gruppe (Hrsg.): Linke Wissenschaft vom Staat : Wolf-Dieter Narr, Reinhard Kühnl, Urs Jaeggi, Claus Offe. Blanke & Co. Resultate, Gesellschaft für Druck und Verlag Wissenschaftlicher Literatur, München 1980.
- Karl Held, Marxistische Gruppe (Hrsg.): Die Psychologie des bürgerlichen Individuums. Resultate, Gesellschaft für Druck und Verlag Wissenschaftlicher Literatur, München 1981, ISBN 978-3-922935-00-1.
- Karl Held, Marxistische Gruppe (Hrsg.): Martin Heidegger - der konsequenteste Philosoph des 20. Jahrhunderts - Faschist. Resultate-Verlag, München 1988.
- Karl Held (Hrsg.): Die Mikroökonomie : von der Erklärung des Werts über die Erfindung des Grenznutzens zum mathematischen Lob des Marktes. 2. Auflage. GegenStandpunkt-Verlag, München 2005, ISBN 978-3-929211-09-2.

### ReiheKritik der westdeutschen Gewerkschaften
- Karl Held, Marxistische Gruppe (Hrsg.): Rationalisierung & Humanisierung : vom modernen Umgang mit dem Arbeiter; mit einer Kritik der Arbeitskämpfe bei Druck, Metall u. Stahl. Resultate, Gesellschaft für Druck und Verlag Wissenschaftlicher Literatur mbH, München 1979.
- Karl Held, Marxistische Gruppe (Hrsg.): Der Deutsche Gewerkschaftsbund : die Partei der Arbeit im Dienste von Wirtschaft und Nation. Resultate, Gesellschaft für Druck und Verlag Wissenschaftlicher Literatur mbH, München 1982.

### ReiheNaturwissenschaft und Technologie
- Karl Held, Marxistische Gruppe (Hrsg.): Atomtechnologie und Atompolitik : eine Fallstudie über Parteilichkeit in der Naturwissemschat, das staatliche Atomprogramm uund die Ideologien seiner Kritiker. Resultate, Gesellschaft für Druck und Verlag Wissenschafticher Literatur, München 1980.
- Karl Held, Marxistische Gruppe (Hrsg.): Naturwissenschaft und Technologie : Warum reden Naturwissenschaftler solchen Unsinn? Feynman, Weizsäcker, Steinbuch, Heisenberg. Resultate, Gesellschaft für Druck und Verlag Wissenschaftlicher Literatur, München 1980.

### ReiheResultate
- Karl Held, Marxistische Gruppe (Hrsg.): Der bürgerliche Staat. Nr. 3. Resultate, Gesellschaft für Druck und Verlag Wissenschaftlicher Literatur, München 1979.
- Marxistische Gruppe (Hrsg.): Imperialismus (1). Nr. 4. Resultate, Gesellschaft für Druck und Verlag Wissenschaftlicher Literatur, München 1979.
- Marxistische Gruppe (Hrsg.): Imperialismus (2). USA, die Weltmacht Nr. 1. Nr. 5. Resultate, Gesellschaft für Druck und Verlag Wissenschaftlicher Literatur, München 1979.